# Y.M.C.A. (nummer)
Y.M.C.A. is een nummer van de Amerikaanse discogroep Village People. Het werd in oktober 1978 eerst in de VS en Canada uitgebracht als de enige single van het album Cruisin'. Op 17 november dat jaar volgden Europa, Australië, Nieuw-Zeeland, Japan en Zuid-Afrika.

## Achtergrond
De plaat werd een wereldwijde hit en bereikte in thuisland de VS begin 1979 de 2e positie in de Billboard Hot 100. In Canada werd de nummer 1-positie bereikt, evenals in Ierland, Australië, Nieuw-Zeeland, Duitsland, Oostenrijk, Zwitserland, Frankrijk, Italië, Zweden, Finland en ook in het  Verenigd Koninkrijk werd de nummer 1-positie behaald in de UK Singles Chart. In Noorwegen werd de 2e positie bereikt, Zuid-Afrika de 3e en Spanje de 4e.
In Nederland was de plaat op vrijdagavond 1 december 1978 Veronica Alarmschijf in haar destijds 1 uur zendtijd  op Hilversum 3 en werd ook door dj Ferry Maat veel gedraaid in de Soulshow op de befaamde TROS donderdag op 3 en werd een gigantische hit in de destijds drie landelijke hitlijsten op de nationale publieke popzender. De plaat beteikte de nummer 1-positie in zowel de Nederlandse Top 40, de Nationale Hitparade als de op 1 juni 1978 gestarte TROS Top 50. Ook in de Europese hitlijst op Hilversum 3, de TROS Europarade, werd de nummer 1-positie behaald.
In België bereikte de plaat eveneens de nummer 1-positie in zowel de voorloper van de Vlaamse Ultratop 50 als de Vlaamse Radio 2 Top 30. In Wallonië werd géén notering behaald.
De plaat is door haar wereldwijde succes tevens de grootste hit van de groep. Het is een van de minder dan veertig singles aller tijden waarvan meer dan 10 miljoen exemplaren verkocht zijn.
In de sinds december 1999 jaarlijks uitgezonden NPO Radio 2 Top 2000 van de Nederlandse publieke radiozender NPO Radio 2 stond de plaat t/m 2010 onafgebroken genoteerd en van 2013 t/m 2016 en in 2018 in de lijst der lijsten, met als hoogste notering een 377e positie in 1999.

## Hitnoteringen

### Nederlandse Top 40
| Hitnotering: 09-12-1978 t/m 17-03-1979 | Hitnotering: 09-12-1978 t/m 17-03-1979 | Hitnotering: 09-12-1978 t/m 17-03-1979 | Hitnotering: 09-12-1978 t/m 17-03-1979 | Hitnotering: 09-12-1978 t/m 17-03-1979 | Hitnotering: 09-12-1978 t/m 17-03-1979 | Hitnotering: 09-12-1978 t/m 17-03-1979 | Hitnotering: 09-12-1978 t/m 17-03-1979 | Hitnotering: 09-12-1978 t/m 17-03-1979 | Hitnotering: 09-12-1978 t/m 17-03-1979 | Hitnotering: 09-12-1978 t/m 17-03-1979 | Hitnotering: 09-12-1978 t/m 17-03-1979 | Hitnotering: 09-12-1978 t/m 17-03-1979 | Hitnotering: 09-12-1978 t/m 17-03-1979 | Hitnotering: 09-12-1978 t/m 17-03-1979 | Hitnotering: 09-12-1978 t/m 17-03-1979 |
| Week:                                  | 1                                      | 2                                      | 3                                      | 4                                      | 5                                      | 6                                      | 7                                      | 8                                      | 9                                      | 10                                     | 11                                     | 12                                     | 13                                     | 14                                     |                                        |
| -------------------------------------- | -------------------------------------- | -------------------------------------- | -------------------------------------- | -------------------------------------- | -------------------------------------- | -------------------------------------- | -------------------------------------- | -------------------------------------- | -------------------------------------- | -------------------------------------- | -------------------------------------- | -------------------------------------- | -------------------------------------- | -------------------------------------- | -------------------------------------- |
| Positie:                               | 26                                     | 10                                     | 5                                      | 2                                      | 2                                      | 1                                      | 1                                      | 1                                      | 3                                      | 5                                      | 12                                     | 16                                     | 38                                     | 40                                     | uit                                    |

### Nationale Hitparade
| Hitnotering: 16-12-1978 t/m 07-04-1979 | Hitnotering: 16-12-1978 t/m 07-04-1979 | Hitnotering: 16-12-1978 t/m 07-04-1979 | Hitnotering: 16-12-1978 t/m 07-04-1979 | Hitnotering: 16-12-1978 t/m 07-04-1979 | Hitnotering: 16-12-1978 t/m 07-04-1979 | Hitnotering: 16-12-1978 t/m 07-04-1979 | Hitnotering: 16-12-1978 t/m 07-04-1979 | Hitnotering: 16-12-1978 t/m 07-04-1979 | Hitnotering: 16-12-1978 t/m 07-04-1979 | Hitnotering: 16-12-1978 t/m 07-04-1979 | Hitnotering: 16-12-1978 t/m 07-04-1979 | Hitnotering: 16-12-1978 t/m 07-04-1979 | Hitnotering: 16-12-1978 t/m 07-04-1979 | Hitnotering: 16-12-1978 t/m 07-04-1979 | Hitnotering: 16-12-1978 t/m 07-04-1979 | Hitnotering: 16-12-1978 t/m 07-04-1979 | Hitnotering: 16-12-1978 t/m 07-04-1979 | Hitnotering: 16-12-1978 t/m 07-04-1979 |
| Week:                                  | 1                                      | 2                                      | 3                                      | 4                                      | 5                                      | 6                                      | 7                                      | 8                                      | 9                                      | 10                                     | 11                                     | 12                                     | 13                                     | 14                                     | 15                                     | 16                                     | 17                                     |                                        |
| -------------------------------------- | -------------------------------------- | -------------------------------------- | -------------------------------------- | -------------------------------------- | -------------------------------------- | -------------------------------------- | -------------------------------------- | -------------------------------------- | -------------------------------------- | -------------------------------------- | -------------------------------------- | -------------------------------------- | -------------------------------------- | -------------------------------------- | -------------------------------------- | -------------------------------------- | -------------------------------------- | -------------------------------------- |
| Positie:                               | 34                                     | 8                                      | 4                                      | 3                                      | 2                                      | 2                                      | 1                                      | 1                                      | 1                                      | 4                                      | 5                                      | 16                                     | 18                                     | 32                                     | 33                                     | 49                                     | 39                                     | uit                                    |

### TROS Top 50
Hitnotering: 07-12-1978 t/m 15-03-1979. Hoogste notering: #1 (3 weken).

### TROS Europarade
Hitnotering: 23-12-1978 (binnenkomst op #2) t/m 03-05-1979. Hoogste notering: #1 (8 weken).

### Vlaamse Ultratop 50
| Hitnotering: 16-12-1978 t/m 17-03-1979 | Hitnotering: 16-12-1978 t/m 17-03-1979 | Hitnotering: 16-12-1978 t/m 17-03-1979 | Hitnotering: 16-12-1978 t/m 17-03-1979 | Hitnotering: 16-12-1978 t/m 17-03-1979 | Hitnotering: 16-12-1978 t/m 17-03-1979 | Hitnotering: 16-12-1978 t/m 17-03-1979 | Hitnotering: 16-12-1978 t/m 17-03-1979 | Hitnotering: 16-12-1978 t/m 17-03-1979 | Hitnotering: 16-12-1978 t/m 17-03-1979 | Hitnotering: 16-12-1978 t/m 17-03-1979 | Hitnotering: 16-12-1978 t/m 17-03-1979 | Hitnotering: 16-12-1978 t/m 17-03-1979 | Hitnotering: 16-12-1978 t/m 17-03-1979 | Hitnotering: 16-12-1978 t/m 17-03-1979 | Hitnotering: 16-12-1978 t/m 17-03-1979 |
| Week:                                  | 1                                      | 2                                      | 3                                      | 4                                      | 5                                      | 6                                      | 7                                      | 8                                      | 9                                      | 10                                     | 11                                     | 12                                     | 13                                     | 14                                     |                                        |
| -------------------------------------- | -------------------------------------- | -------------------------------------- | -------------------------------------- | -------------------------------------- | -------------------------------------- | -------------------------------------- | -------------------------------------- | -------------------------------------- | -------------------------------------- | -------------------------------------- | -------------------------------------- | -------------------------------------- | -------------------------------------- | -------------------------------------- | -------------------------------------- |
| Positie:                               | 10                                     | 4                                      | 1                                      | 1                                      | 2                                      | 1                                      | 1                                      | 1                                      | 1                                      | 2                                      | 4                                      | 4                                      | 11                                     | 26                                     | uit                                    |

### NPO Radio 2 Top 2000
| Nummer met noteringen in de NPO Radio 2 Top 2000 | '99 | '00 | '01 | '02 | '03 | '04 | '05  | '06 | '07  | '08 | '09  | '10  | '11-'12 | '13  | '14  | '15  | '16  | '17 | '18  |
| ------------------------------------------------ | --- | --- | --- | --- | --- | --- | ---- | --- | ---- | --- | ---- | ---- | ------- | ---- | ---- | ---- | ---- | --- | ---- |
| Y.M.C.A.                                         | 377 | 684 | 711 | 887 | 550 | 922 | 1068 | 994 | 1302 | 948 | 1788 | 1813 | -       | 1772 | 1772 | 1827 | 1838 | -   | 1842 |

1. ↑  Een '-' betekent dat het nummer niet was genoteerd en een vetgedrukt getal geeft de hoogste notering aan.
2. ↑  Deze tabel is bijgewerkt tot en met de laatste editie (2024).

## Tekst
Op het eerste gezicht lijkt de tekst van dit lied de deugden van de Young Men's Christian Association op te hemelen. In de homocultuur van waaruit de Village People opkwam, werd de plaat impliciet begrepen als een viering van de reputatie van de YMCA als een populaire ontmoetingsplaats voor met name de jongere mannen aan wie het is gericht. Willis, de zanger en tekstschrijver van de groep zei via zijn publicist dat hij Y.M.C.A. niet als een homovolkslied heeft geschreven, maar als een weerspiegeling van het plezier dat de jonge stedelijke zwarte jongeren bij de YMCA beleefden, in de vorm van bijvoorbeeld basketbal en zwemmen. Desondanks heeft hij zijn voorliefde voor dubbelzinnigheid vaak erkend.
Willis zegt dat hij het lied geschreven heeft in Vancouver, British Columbia. Het oorspronkelijke doel van Morali en Belolo was om het homoseksuele discopubliek aan te trekken met populaire gayfantasy. Hoewel de twee makers van de groep homo waren en de plaat zich in eerste instantie op homoseksuele mannen richt, waren de andere leden van de groep heteromannen, die simpelweg genoten van de discocultuur. Mede daardoor werd de groep populairder en meer mainstream na verloop van tijd.

## Covers en gebruik in de media

### Nederland
- Y.M.C.A werd in 1988 opnieuw een hit als de Nederlandstalige persiflage K.N.M.I. van Toni Peroni & His All Stars.
- In 2017 werd het nummer, eveneens met een andere tekst, gebruikt voor een iPhone-televisiereclame. De reclame spot werd in april dat jaar uitgeroepen tot kwartaalwinnaar van de Gouden Loeki-awards.
- In 2020 persifleerde Arjen Lubach het in zijn televisieprogramma Zondag met Lubach als onderdeel van een reclame voor een carnavalsplaat met coronateksten. "Longen, ik vond het eig'nlijk niet leuk om zoveel afstand te houden. Maar ja, dat moet van het RIVM".
- In 2023 was het te horen-en te zien op radio-en televisie in de Hamster reclamecampagne van Albert Heijn.

### Overige landen
- Adam & the Ants zongen het in 1981 als A-N-T-S-.
- Het Amerikaanse duo They Might Be Giants nam het in 2003 op voor een reclamespot van colafabrikant Dr Pepper ter promotie van de light-variant. De tekst werd gewijzigd tot "It's fun to eat at 4:30PM" en gezongen door de uit senioren bestaande Retirement Village People.